# Fernando Gómez
Fernando, właśc. Fernando Gómez Colomer (ur. 11 września 1965 w Walencji) – hiszpański piłkarz grający na pozycji ofensywnego pomocnika.

## Kariera klubowa
Fernando urodził się w Walencji. Pierwsze piłkarskie kroki stawiał w małym klubie Colegio Salgui, a z czasem trafił do szkółki piłkarskiej Valencia CF. Najpierw występował w CE Mestalla, drużynie rezerw, a w 1983 roku został członkiem pierwszego zespołu. 15 stycznia 1984 zadebiutował w Primera División w przegranym 1:2 wyjazdowym spotkaniu z Realem Valladolid. Już sezon później był podstawowym zawodnikiem zespołu, jednak w 1986 roku spadł z tym klubem do Segunda División. Pobyt w drugiej lidze trwał tylko rok i już w sezonie 1987/1988 Fernnado znów występował w hiszpańskiej ekstraklasie. W kolejnych sezonach regularnie zdobywał ponad 10 goli. W sezonie 1988/1989 zajął z Valencią 3. miejsce w lidze, a za swoją postawę otrzymał nagrodę dla Piłkarza w plebiscycie czasopisma Don Balón. W 1990 roku został wicemistrzem Hiszpanii, a w latach 1992–1993 był czwarty ze swoim klubem. W 1995 roku Valencia dotarła do finału Pucharu Hiszpanii, jednak uległa w nim 1:2 Deportivo La Coruña. Natomiast w 1996 roku zespół z Fernando w składzie znów został wicemistrzem Hiszpanii. Zawodnik grał w Walencji do 1998 roku i rozegrał dla tego klubu 473 mecze i zdobył 116 bramek.
Latem 1998 Fernando odszedł do angielskiego Wolverhampton Wanderers, grającego w Division One. Tam spędził tylko rok i w 1999 roku wrócił do Hiszpanii. Przez jeden sezon występował w CD Castellón, a w 2000 roku zakończył karierę.
| Sezon   | Klub                    | Kraj      | Rozgrywki        | Mecze | Bramki |
| ------- | ----------------------- | --------- | ---------------- | ----- | ------ |
| 1983/84 | Valencia CF             | Hiszpania | Primera División | 14    | 3      |
| 1984/85 | Valencia CF             | Hiszpania | Primera División | 28    | 2      |
| 1985/86 | Valencia CF             | Hiszpania | Primera División | 15    | 4      |
| 1986/87 | Valencia CF             | Hiszpania | Segunda División | ?     | ?      |
| 1987/88 | Valencia CF             | Hiszpania | Primera División | 34    | 10     |
| 1988/89 | Valencia CF             | Hiszpania | Primera División | 36    | 14     |
| 1989/90 | Valencia CF             | Hiszpania | Primera División | 37    | 13     |
| 1990/91 | Valencia CF             | Hiszpania | Primera División | 24    | 10     |
| 1991/92 | Valencia CF             | Hiszpania | Primera División | 36    | 9      |
| 1992/93 | Valencia CF             | Hiszpania | Primera División | 38    | 11     |
| 1993/94 | Valencia CF             | Hiszpania | Primera División | 30    | 14     |
| 1994/95 | Valencia CF             | Hiszpania | Primera División | 37    | 7      |
| 1995/96 | Valencia CF             | Hiszpania | Primera División | 42    | 10     |
| 1996/97 | Valencia CF             | Hiszpania | Primera División | 29    | 1      |
| 1997/98 | Valencia CF             | Hiszpania | Primera División | 21    | 1      |
| 1998/99 | Wolverhampton Wanderers | Anglia    | Division One     | 19    | 2      |
| 1999/00 | CD Castellón            | Hiszpania | Segunda División | 0     | 0      |
| 2000/01 | CD Castellón            | Hiszpania | Segunda División | 35    | 10     |

## Kariera reprezentacyjna
W reprezentacji Hiszpanii Fernando zadebiutował 15 listopada 1989 w wygranym 4:0 meczu z Węgrami. W 1990 roku został powołany przez Luisa Suáreza do kadry na Mistrzostwa Świata we Włoszech. Tam zagrał tylko w meczu z Koreą Południową (3:1). Ostatni mecz w kadrze narodowej rozegrał w 1992 roku przeciwko Anglii (1:0). Łącznie w reprezentacji wystąpił 8 razy i zdobył 2 gole.